# Faïencerie de Gien

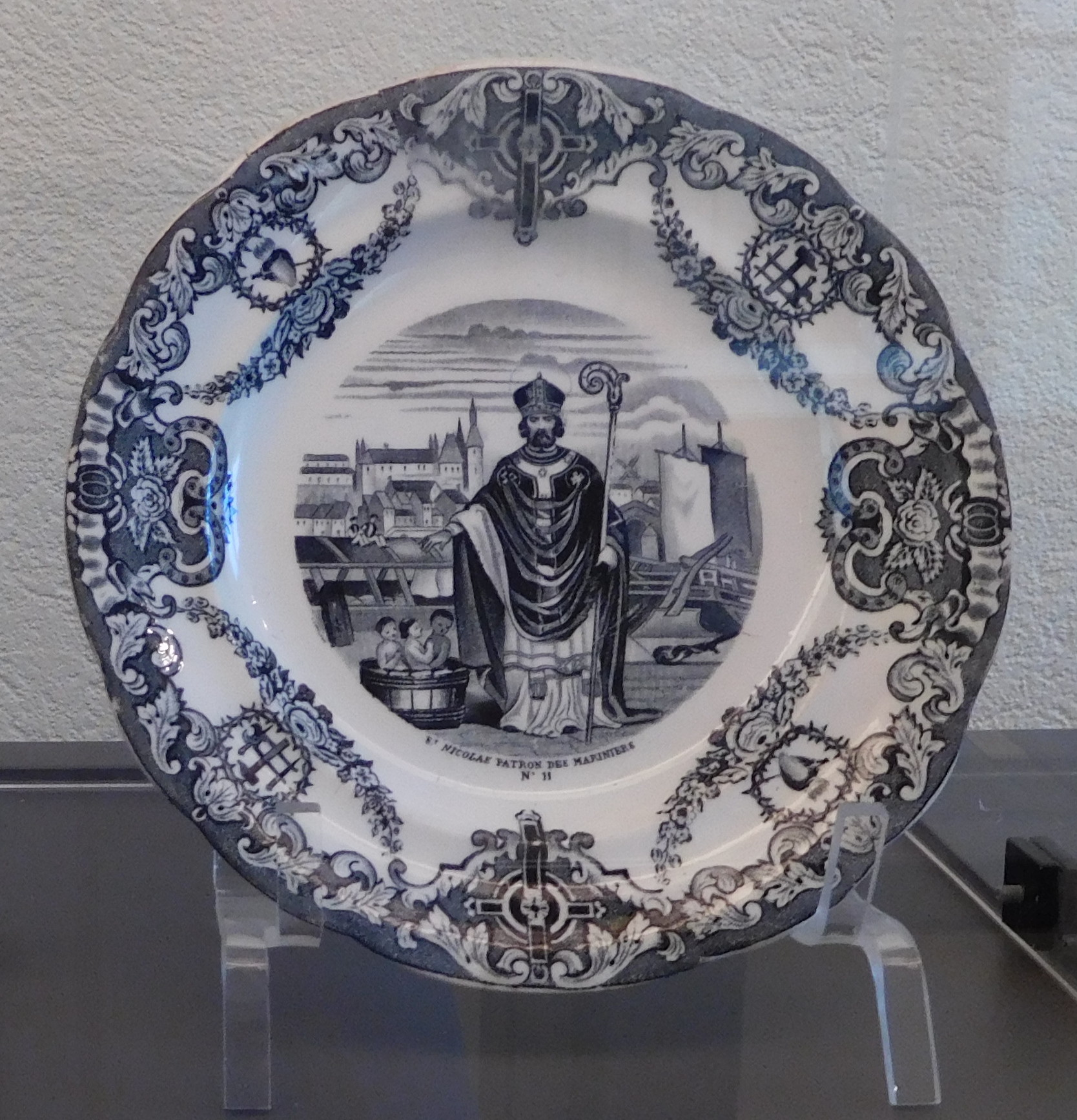
Teller mit dem Dekor Saint Nicolas

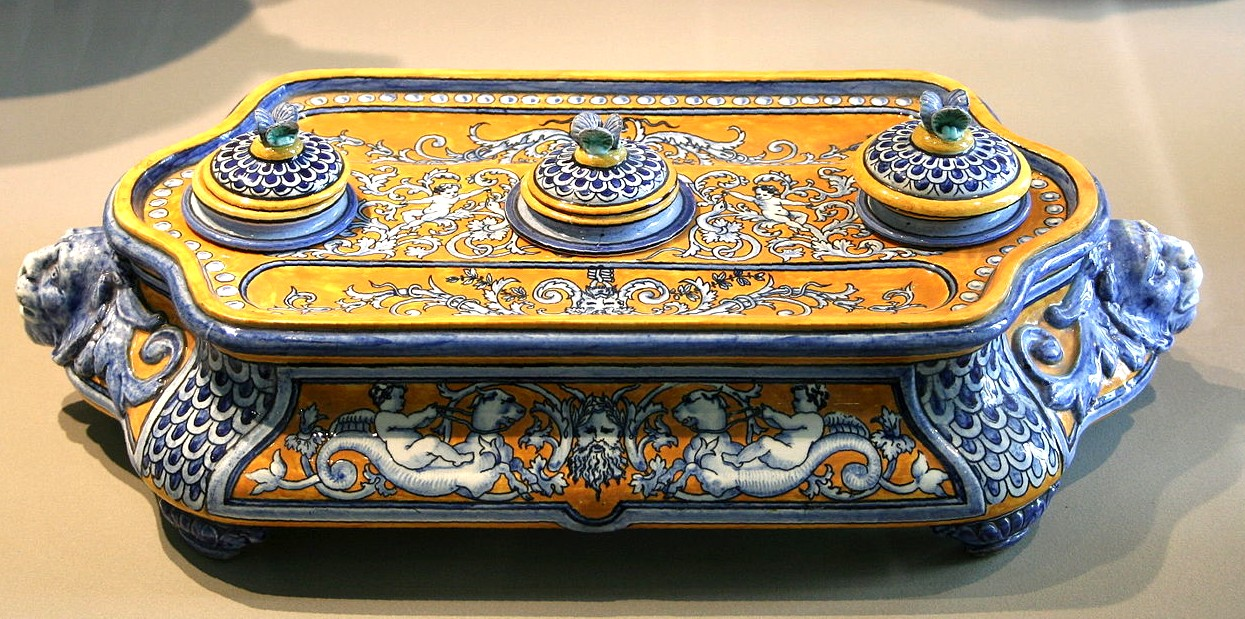
Schreibzeug, Musée de la faïence, 1871

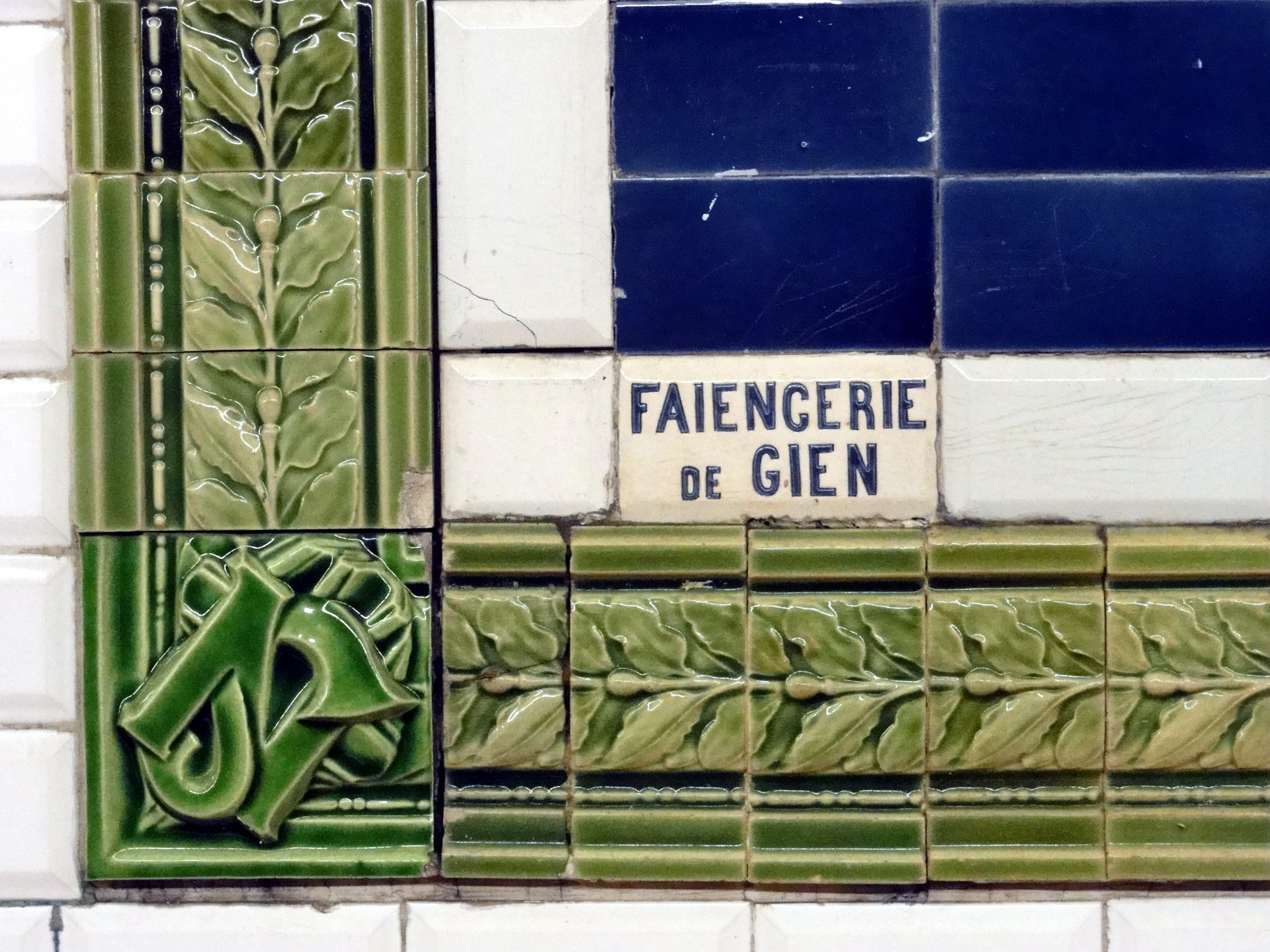
Wandkacheln der Faïencerie de Gien in der Pariser Metrostation Porte de Clichy

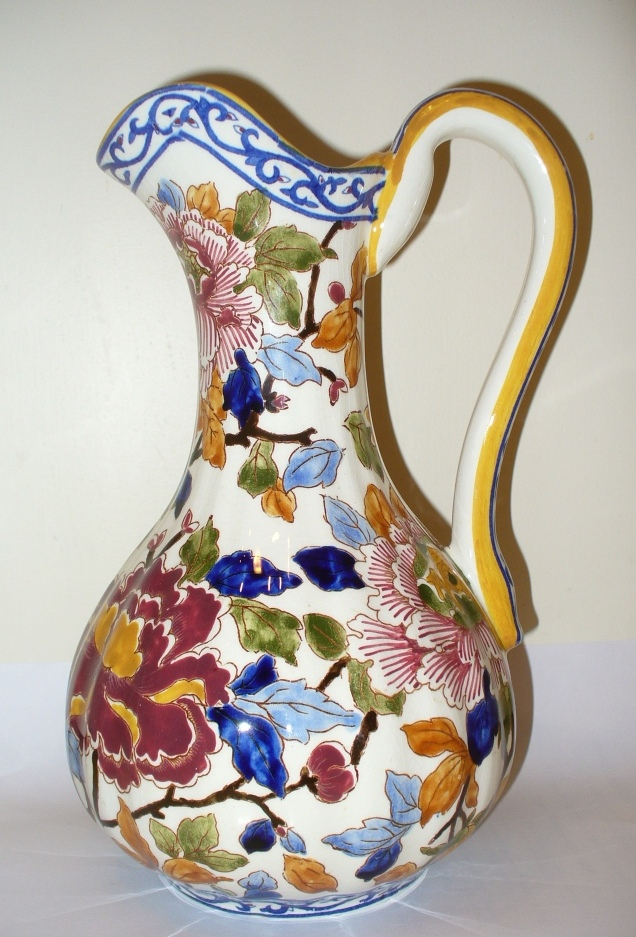
Kanne, Faïence de Gien

Die Faïencerie de Gien mit Sitz in Gien im Département Loiret in der Region Centre-Val de Loire ist eine 1821 gegründete Manufaktur, die Fayencewaren, insbesondere von Kaffee- und Tafelservices für den täglichen und gehobenen Bedarf herstellt. Die Faïencerie de Gien gehört zu den bedeutendsten Herstellern von Fayencegeschirr in Europa. Anfang des 20. Jahrhunderts bekam die Manufaktur den Auftrag, die Wandfliesen für die Stationen der Pariser Metro anzufertigen. Das Unternehmen gehört heute zum wirtschaftlichen Kulturerbe Frankreichs und wurde mit dem Label Entreprise du patrimoine vivant ausgezeichnet.

## Geschichte
Im Jahr 1821 erwarb der Engländer Thomas Hulm die Gebäude und Ländereien des ehemaligen Klosters in Gien, um eine Fayence-Manufaktur nach englischem Vorbild zu errichten. Um die finanziellen Mittel für diese Investition bereitzustellen, verkaufte er seine Anteile an der seit 1744 im Familienbesitz befindlichen Fayence-Manufaktur in Montereau. In den ersten Jahren geriet die Firma zunächst in finanzielle Schwierigkeiten und musste daraufhin mehrfach die Besitzer wechseln. Im Jahr 1842 konnte die jetzt unter dem Namen Guyon, Boulen & Cie firmierende Manufaktur den örtlichen Konkurrenten, die Faïencerie de Briare übernehmen. Mitte des 19. Jahrhunderts geriet die Manufaktur, verursacht durch die Schäden, die mehrere große Überflutungen der Loire anrichteten, erneut in eine wirtschaftliche Notlage. Der Besitzer der Emaille-Fabrik von Briare, Jean-Félix Bapterosses übernahm die angeschlagene Manufaktur. Im Jahre 1875 wurde das Unternehmen unter Führung von Jean-Félix Bapterosses in eine Aktiengesellschaft umgewandelt und in Faïencerie de Gien umbenannt.
Die Manufaktur stellte zunächst einfaches Gebrauchsgeschirr her, konzentrierte sich jedoch zunehmend auf die Entwicklung und Herstellung hochwertiger Tafel- und Kaffeegeschirre, Dekorationsgegenstände sowie Öl- und Petroleumlampen. Die Handwerker perfektionierten in der Manufaktur die Technik des Cloisonné-Emails, mit dem sie die Irdengut-Werkstücke kunstvoll dekorierten. Die Faïencerie de Gien hatte ihre wirtschaftliche Blütephase in der zweiten Hälfte des 19. Jahrhunderts bis zum Beginn des Ersten Weltkrieges. Dies spiegelt sich auch in zahlreichen Auszeichnungen auf nationalen und internationalen Messen und Ausstellungen wider. Im 19. Jahrhundert arbeiteten bis zu 1500 Beschäftigte in der Manufaktur, zu der die Fabrikgebäude und eine abgeschlossene Siedlung mit Wohngebäuden, Apotheke und einer Schule gehörte.
Im Jahr 1882 begann man in Gien mit der Herstellung der Keramikfliesen. Im Jahr 1906 erhielt die Manufaktur den Auftrag von der Pariser Metro für die neu zu errichtenden Metrostationen die kleinformigen, abgeschrägten Fliesen im Format 7,5 cm × 15 cm herzustellen.
Ende der 1970er Jahre verschlechterte sich erneut die wirtschaftliche Situation der Manufaktur. Die Konkurrenz aus Ostasien und Portugal sowie ein geändertes Käuferverhalten führten zu einem Niedergang der Produktion von hochpreisigen, handgefertigten Tafelgeschirren und Dekorationsobjekten. Die Produktion von Fliesen wurde im Jahr 1980 eingestellt. Im Dezember 1983 musste das Unternehmen Konkurs anmelden.
Im Jahr 1984 begannen das Ehepaar Jeufroy gemeinsam mit 108 Mitarbeitern einen wirtschaftlichen Neuanfang. Die Produktionspalette wurde gestrafft und unrentable Formen und Dekore vom Markt genommen. Man konzentrierte sich zunehmend auf handgefertigtes Tafelgeschirr für den gehobenen Bedarf. Für die Gestaltung der neuen Produkte und Dekore arbeitete man verstärkt mit nationalen und internationalen Künstlern zusammen.
Im Jahr 2002 wurde Gien an Louis Grandchamp des Raux verkauft, der das Unternehmen bis Mai 2014 leitete. Die Gien Finance, die Eigentümerholding des Unternehmens, wurde im Februar 2014 unter Insolvenzverwaltung von Pascal d'Halluin gestellt, der zuvor schon die Bekleidungsfirma Lacoste vor dem Konkurs gerettet hat.
Nach einer erneuten Umstrukturierung, räumlichen Verkleinerung und Neuausrichtung erschloss sich die Manufaktur neue Märkte. Insbesondere musste nochmals die Belegschaft reduziert werden. Von einstmals 1200 Beschäftigten erfolgte eine schrittweise Reduzierung des Personals auf 140 Mitarbeiter.
Im Jahr 2017 brachte das Unternehmen die neue Produktlinie G by Gien auf dem Markt, die sich auf Neuinterpretationen einiger Entwürfe des 19. Jahrhunderts stützt, jedoch zu moderaten Preisen exklusiv von dem französischen Einzelhandelsunternehmen Monoprix vertrieben wird. Man konnte darüber hinaus einige Verwaltungen von international bekannten Sehenswürdigkeiten in Frankreich gewinnen, hochwertige Souvenirteller von Gien und nicht mehr von asiatischen Produzenten herstellen zu lassen.

## Produkte (Auswahl)
Die Faïencerie de Gien bietet permanent rund 3000 Artikel, bevorzugt verschiedene Kaffee- und Speiseservices mit unterschiedlichen Dekoren und Farbstellungen, an (Stand 2017). Das Firmenarchiv verfügt über 4000 Formen und 5000 Kupferplatten mit eingravierten Zeichnungen. Die Formen und Dekore zeigen Einflüsse aus den führenden europäischen Steingut- und Porzellanmanufakturen, wie der Porzellanmanufaktur Meißen, den italienischen Majolika-Manufakturen von Faenza, Urbino und Savona, den Fayencen aus Rouen und Marseille sowie Wedgwood und Delft.
Zu den bekanntesten Entwürfen des Unternehmens zählen die Tafelservices:
- Les Filets: Filet bleu, Filet taupe, Filet rouge, Filet rosé, Filet indigo, Filet vert, Filet noel;
- Millefleurs;
- Oiseau bleu;
- Rocaille;
- Alice;
- Pont au choux;
- Passiflore;
- Volupté;
- Oiseaux de Paradis, Oiseaux bleu;
- Pivoines bleues;
- Versailles, Monuments de Paris, Châteaux de la Loire;
- Rouen 37;
- Rambouillet;
- Toscana;
- Tulipes noires, Tulipes roses, Chevrefeuille, Fleurs de Chine, Hortensia, Mures.

Die Produkte der Manufaktur werden in Fachgeschäften und in internationalen Luxuskaufhäusern, wie dem Kaufhaus des Westens, Bergdorf Goodman oder Isetan in Tokyo vertrieben. Etwa ein Drittel des Umsatzes wurde 2016 durch den Export der Waren realisiert.
Darüber hinaus fertigt die Manufaktur seit dem 19. Jahrhundert Dekorationsobjekte, Kannen und Vasen. Eine bis heute erhaltene Spezialität der Faïencerie de Gien ist das Personalisieren der Geschirrteile mit Monogrammen und Wappen.

## Musée de la faïencerie
Auf dem Werksgelände ist im Kellergewölbe des ehemaligen Klosters das private Musée de la faïencerie untergebracht. Im Museum werden Produkte der Manufaktur aus fast 200 Jahre ihres Bestehens gezeigt. Neben einem rekonstruierten Esszimmer aus dem 19. Jahrhundert werden in den Räumen des Museums auch die auf Weltausstellungen prämierten Entwürfe gezeigt.

## Trivia
Nach dem Deutsch-Französischen Krieg reisten 1871 die zahlreiche preußische Minister nach Gien, um sich porträtieren zu lassen. Die Porträts ließen sie anschließend auf Fayence-Platten übertragen.